# Tuya Mountains Park
Tuya Mountains Park är en park i Kanada.   Den ligger i provinsen British Columbia, i den centrala delen av landet, 3 900 km väster om huvudstaden Ottawa. Tuya Mountains Park ligger 1 162 meter över havet.
Terrängen runt Tuya Mountains Park är huvudsakligen kuperad. Tuya Mountains Park ligger nere i en dal. Trakten runt Tuya Mountains Park är nära nog obefolkad, med mindre än två invånare per kvadratkilometer.. Det finns inga samhällen i närheten.
Omgivningarna runt Tuya Mountains Park är i huvudsak ett öppet busklandskap.